# Smix
Сью Ли (англ. Sue Lee, кор. 이수민 — Ли Су Мин; род. 9 сентября 1990 года, Сеул, Южная Корея), более известная под своим никнеймом Smix, — американская ведущая киберспортивных соревнований, переводчица и интервьюер корейского происхождения. Работала на соревнованиях по таким играм, как StarCraft: Brood War, StarCraft II, Heroes of the Storm и Counter-Strike: Global Offensive. Является партнёром Twitch. В 2017 году попала в список 35 наиболее влиятельных женщин в спорте по версии Adweek.

## Биография
Сью Ли родилась в Сеуле, Южная Корея, однако переехала в США в возрасте 10 месяцев. С детства она изучала корейский язык: в кругу семьи использовался только этот язык, она обучалась в корейской школе и жила среди корейских иммигрантов в Куинс. Интерес к играм, в частности к StarCraft, ей привил её старший брат, с которым она в детстве проводила много времени за компьютером и игровыми приставками.
Со временем Сью переехала в Сент-Луис для получения высшего образования. Она окончила Вашингтонский университет по специальности антропология и психология. По её словам, она выбрала эти предметы, поскольку хотела разбираться в людях. Параллельно с учёбой в университете она изучала корейский язык и литературу. Когда во время занятий студентов попросили выбрать тему, о которой они будут рассказывать на корейском, Ли выбрала StarCraft.
Осенью 2009 года Сью страдала от депрессии. Потеряв мотивацию к учёбе, она начала смотреть профессиональные корейские соревнования по StarCraft и переводить на английский послематчевые интервью киберспортсменов для ресурса Team Liquid, что послужило началом её карьеры. По её воспоминаниям, она ложилась спать днём, просыпалась в 9 вечера, ждала начала соревнований, которые проходили в 3—4 утра, смотрела матчи и часов в 7—8 утра садилась переводить интервью.
После MLG Raleigh 2011 года Сью Ли была приглашена работать на IGN ProLeague Season 3, в рамках которого проводился турнир по StarCraft II, благодаря рекомендациям одного из администраторов Team Liquid, Джеймса Лампкина. После этого её начали приглашать и на другие соревнования, так как турниров с участием корейских игроков проводилось много и переводчик был востребован. Работая переводчиком и интервьюером, Сью старается не столько переводить сказанное, сколько передавать эмоции киберспортсмена. Со временем Smix стала также выступать в качестве ведущей киберспортивных соревнований и пробовать себя в других дисциплинах, таких как Heroes of the Storm и Counter-Strike: Global Offensive; её первым мероприятием по CS:GO стал FACEIT 2015 Stage 2 Finals, в котором она выступила ведущей. Smix участвовала как ведущая, интервьюер и переводчица на таких турнирах, как ESL One, DreamHack, BlizzCon и ELEAGUE. Она вела более тридцати мероприятий DreamHack, а также ELEAGUE Major, набравший рекордное количество зрителей трансляции на Twitch — более одного миллиона. В свободное от основной работы время Ли ищет новых партнёров для Twitch в рамках партнёрского соглашения с этой платформой.
Ник Smix был образован соединением букв её полного имени Sue Min Lee, которое она любит сокращать до Smile, и ника её брата — Nix.

## Личная жизнь
В 2018 году Сью объявила в «Твиттере» о помолвке с Робином «Fifflaren» Йоханссоном, американским киберспортивным комментатором, аналитиком и экс-киберспортсменом по Counter-Strike: Global Offensive.

## Признание
В 2017 году Сью Ли попала в список 35 наиболее влиятельных женщин в спорте по версии Adweek; помимо неё в этот список попала всего одна деятельница киберспортивной индустрии — Кристина Алехандре, вице-президент и генеральный менеджер ELEAGUE. В 2018 году вошла в список «30 under 30» журнала Forbes в категории «Игры». В том же году была номинирована на звание «Любимый киберспортивный ведущий» на церемонии 2018 Gamers’ Choice Awards.

## Галерея
- Clutch и Smix на 2012 MLG Summer Championship
- Джон «TotalBiscuit» Бейн, Пак «yongun» Ён Ун[кор.] и Smix на 2013 MLG Spring Championship
- Smix и Ко «HyuN» Сок Хён на DreamHack Valencia 2013
- Мун «MMA» Сон Вон и Smix на DreamHack Winter 2014
- Smix на 2014 StarCraft II World Championship Series Opening Weekend
- Smix берёт интервью у Ли «Life» Сын Хёна на BlizzCon 2014
- Ли «Flash» Ён Хо, Smix и Чан «MC» Мин Чхоль на HomeStory Cup X в 2014 году
- Smix на IEM Season IX — San Jose в 2014 году
- Smix берёт интервью у Йооны «Serral» Соталы на 2018 WCS Valencia
- Smix берёт интервью у Алекса «Neeb» Сандерхафта на 2019 WCS Spring Neeb